# Studio Herman Teirlinck
Studio Herman Teirlinck, initieel Studio van het Nationaal Toneel, was jarenlang een belangrijk onderdeel van de Vlaamse toneelopleiding. Vooral de afdeling kleinkunst, ook wel kleinkunstacademie genoemd, leverde tientallen Zuid- en Noord-Nederlandse zangers, cabaretiers en andere podium- of televisiekunstenaars af. In het jaar 2000 werd de studio, na een fusie met andere opleidingen, onderdeel van het Herman Teirlinck Instituut.

## Geschiedenis
De Vlaamse roman- en toneelauteur Herman Teirlinck startte in 1946 met een Studio, een vervolmakingscursus voor toneelspelers bij het Nationaal Toneel - Koninklijke Nederlandse Schouwburg. In 1966 werd de Studio door het ministerie van Cultuur (later dat van Onderwijs) overgenomen als Hoger Instituut voor Dramatische Kunst - Studio Herman Teirlinck.
In 1995-96 werd het hoger onderwijs in Vlaanderen gereorganiseerd en kwam de studio naast de drama-opleiding van het Antwerpse Conservatorium (de ‘Toneelklas Dora van der Groen’) onder hetzelfde bestuur van de Hogeschool Antwerpen. Aangezien de overheid slechts één opleiding wilde subsidiëren, werden de opleidingen samengevoegd vanaf 2000 onder de naam Herman Teirlinck Instituut (HTI). Vanaf 2002 werd de acteeropleiding volledig samengevoegd vanaf het eerste bachelorjaar. Enkele jaren later was de volledige fusie afgerond. De volledige opleiding Drama (met afstudeerrichtingen Acteren, Kleinkunst en Woordkunst) maakt sinds 2008 deel uit van het Koninklijk Conservatorium Antwerpen, Artesis Plantijn Hogeschool. Alle woordkunst, kleinkunst en acteeropleidingen werden gegroepeerd en met de opleidingen Muziek en Dans samengebracht op de campus deSingel in 2010.
Het gebouw van de Studio Herman Teirlinck in de Maarschalk Gerardstraat 4 werd tot 2010 gebruikt in de opleiding, het werd aangeduid als Campus Studio. Vanaf juli 2011 is het in gebruik bij kunstencentrum Villanella.

## Directie en enkele docenten

### Fred Engelen
Fred Engelen was de eerste vaste acteur-regisseur binnen het Herman Teirlinck Instituut. Voor zijn lessen zorgde hij steeds voor een degelijke onderbouw van research en theoretische kennis. Fred Engelen maakte van de Studio een school waar men 'kinderlijk mag spelen met zijn fantasieën'.

### Alfons Goris
In 1961 namen Alfons Goris (leiding) en Walter Tillemans (adjunct) de taak van Engelen over. Als jonge leider van de Studio had Goris het echt niet gemakkelijk daar de Studio als opleidingsinstituut op dat moment nog geen enkel officieel statuut bezat. Met de instemming van Teirlinck zocht Goris contact met de centrale overheid, zodat in 1966 de Studio het statuut kreeg van instelling voor hoger kunstonderwijs, met Goris als directeur. De officiële benaming van de school luidde “Hoger Instituut voor Dramatische Kunst” met als roepnaam “Studio Herman Teirlinck”. Eveneens in overleg met Herman Teirlinck had Alfons Goris in 1966 een nieuw leerplan opgesteld. Een officiële rijksschool dient nu eenmaal een officieel studieprogramma te hebben.
In 1972 werd de studieduur van drie op vier jaren gebracht. Meteen gaf Goris aan de opleiding een academische structuur. Tijdens de eerste twee jaren werd er een basisopleiding en -training gegeven, tijdens de twee laatste jaren werd er vooral aandacht besteed aan het maken en spelen van voorstellingen, en kwamen de theaterstudenten in een soort van proefgezelschap terecht. In 1970 was de Studio ook verhuisd naar een groter gebouw in de Maarschalk Gérardstraat 4 te Antwerpen: een voormalig hotel, later bankinstelling, niet ver van de voornaamste Antwerpse theaters en van het bruisende stadscentrum.

### Walter Tillemans
Diverse spelleiders hebben in de loop van deze decennia mede het gezicht van de Studio bepaald. In de werkvoorstellingen van het proeftheater zorgde onder meer Walter Tillemans voor opmerkelijke producties. Het begeleiden van de studenten op buitenlandse studiereizen, werkte meer dan eens inspirerend.

### Francois Beukelaers
Na Tillemans was het voornamelijk François Beukelaers, die in de jaren zeventig en tachtig heeft uitgepakt met een reeks van verrassende voorstellingen, hoofdzakelijk gebaseerd op improvisaties van de studenten. Deze werkvoorstellingen werden in de oefenzaal van de Studio in de Maarschalk Gérardstraat voor een steevast talrijk en enthousiast publiek gegeven. Het meest belangrijke werk werd echter niet in de openbaarheid geleverd: bij voorstellingen van studenten is immers (nog) niet het resultaat het belangrijkste, maar wél het doorgemaakte leerproces. Zo wilde Beukelaers dat de jonge acteurs in de eerste plaats zichzelf zouden ontdekken. “Je moet de gelegenheid kunnen hebben om te mislukken. Hoe meer je mislukt, hoe meer je kunt uitvissen wat je wél kunt”.

### Toon Brouwers
In 1991 werd Alfons Goris opgevolgd door dramaturg Toon Brouwers. Met acteur Jan Decleir als voornaamste speldocent, kreeg de Studio weer een nieuwe impuls. Decleir legde de focus op de veranderlijkheid van kunst. "Alles is veranderlijk. Kunst ook, want kunst is toch de expressie van de levende veranderlijke mens." Tot hiertoe werd vooral de methode van Stanislavski toegepast in de Studio, maar in de jaren negentig werd deze methode meer en meer vervangen door een improvisatorische aanpak. Tijdens het directeurschap van Toon Brouwers vond ook de aanloop naar een fusie met andere instituten voor hoger onderwijs plaats. De Vlaamse overheid besliste immers begin van de jaren negentig via een aantal decreten om enerzijds het hoger onderwijs buiten de universiteit te herwaarderen, en anderzijds om een structuur met “grote” hogescholen te realiseren. Bij de fusie van de hogescholen in het najaar van 1995 werd de Studio als zelfstandige hogeschool opgeheven, en Brouwers werd hoogleraar in de nieuwe Hogeschool Antwerpen.

## Alumni

### Toneel Studio Herman Teirlinck
- 1948: Bert Struys, eerste afgestudeerde
- 1949: Tone Brulin, Jef Burm, Roger Coorens, Ward De Ravet, Dora van der Groen
- 1950: Marc Leemans
- 1951: Denise De Weerdt, Dries Wieme, Willy Vandermeulen
- 1952: Julien Schoenaerts
- 1953: Mimi Peetermans, Ray Verhaeghe
- 1955: Mart Gevers, Suzanne Juchtmans
- 1957: Wies Andersen
- 1958: Julienne De Bruyn
- 1959: Leo Beyers, Raymond Bossaerts, Rik Hancké
- 1960: Emmy Leemans, Hilde Uitterlinden
- 1961: Marc Janssen, Walter Tillemans, Mieke Verheyden
- 1962: Geert Lunskens, Ivo Pauwels, Bernard Verheyden
- 1963: Jo Coppens, Dirk Decleir
- 1964: Frank Aendenboom, Denise Zimmerman
- 1965: François Beukelaers, Blanka Heirman, Greta Van Langendonck, Veerle Wijffels, Ralph Wingens
- 1967: Bert André, Charles Cornette, Jan Decleir, Leo Madder, Mike Verdrengh
- 1968: Marc Bober, Hubert Damen, Jan Pauwels, Frieda Pittoors
- 1969: Sjarel Branckaerts, Reinhilde Decleir, Herman Fabri, Jochem Royaards, Ronny Waterschoot
- 1970: Aimé Anthoni, Martin Gyselinck, Rik Van Uffelen
- 1971: Lutgarde Pairon, Paul Wuyts
- 1972: Ronnie Commissaris, Geert De Jong, Herman Gilis, Guy Sonnen, Marieke van Leeuwen
- 1973: Lucas Dietens
- 1974: Jakob Beks, Johan Leysen, Erik Verschueren, Karel Vingerhoets
- 1975: Hugo Maerten
- 1976: Kristine Arras, Ingrid De Vos, Door Van Boeckel, Jos Verbist, Guusje van Tilborgh
- 1977: Peter Gorissen, Marc Peeters
- 1978: Ludo Busschots
- 1979: Marc Coessens, Brigitte De Man, Ludo Hellinx, Erik Van Herreweghe
- 1980: Gene Bervoets, Marleen Merckx, Alida Neslo, Ilse Uitterlinden
- 1981: Mieke De Groote, Els Olaerts, Carl Ridders, Dirk Roofthooft, Ben Rottiers, Loes Van den Heuvel, Hilde Van Mieghem, Luk Wyns
- 1982: Brit Alen, Ben Van Ostade
- 1983: Annick Christiaens, Norbert Kaart, Gert Portael, Marc Van Eeghem, Manuela Van Werde
- 1984: Aafke Bruining, Peter Van Asbroeck, Lucas Van den Eynde, Katelijne Verbeke, Goele Derick, Caroline Rottier, René Van Sambeek, Gert Portael, Jean-Paul Van Steertegem, Vera Müller, Alexandra Van Marken, Karin Tanghe
- 1985: Erik Burke, Bien de Moor, Annick Segal
- 1986: Herbert Bruynseels, Christel Domen, Els Dottermans, Veerle Eyckermans, Victor Löw, Annemarie Picard, Anne-Mieke Ruyten, Guy Van Sande
- 1987: Koen De Bouw, Hilde Heijnen, Karlijn Sileghem, Ann Tuts, Antoine Van der Auwera
- 1988: Bert Cosemans, Ina Geerts, Rudy Morren, Vera Puts, Bart Van Den Bossche
- 1989: Stany Crets, Günther Lesage, Michael Pas, Ann Pira, Peter Van den Begin, Tine Van den Brande, Inge Van Olmen

- 1990: Bettina Berger, Robert de la Haye, Pieter-Jan De Smet, Koen De Sutter, Veerle Dobbelaere, Herwig Ilegems, Mark Stroobants, Reinhilde Van Driel
- 1991: Anne Denolf, Hans Van Cauwenberghe, Hilde Vanhulle, Christel Van Schoonwinkel
- 1992: Twiggy Bossuyt, Ann Ceurvels, Elke Dom, Gert Lahousse, Hugo Metsers Jr., Wim Opbrouck, Anja Van Riet, Wim Willaert
- 1993: Katrien De Becker, Johan Heldenbergh, Tania Poppe, Anne Somers, Fania Sorel , Lukas Smolders
- 1994: Sofie Decleir, Ariane Van Vliet, Joke Devynck, Axel Daeseleire, Pieter Embrechts, Ivan Pecnik, Wim Stevens, Katrien Vandendries, Jan Van Hecke
- 1995: Koen De Graeve, Peter Michel, Ramsey Nasr, Sally-Jane Van Horenbeeck
- 1996: An Miller, Kristine Van Pellicom
- 1997: Tine Embrechts, Wouter Hendrickx, Rebecca Huys, Stefan Perceval, Adriaan Van den Hoof
- 1998: Veva De Blauwe, Tom Dewispelaere, Inge Paulussen, Ben Segers, Stijn Van Opstal, Geert Van Rampelberg, Sara Vertongen
- 1999: Ruth Becquart, Myriam Mulder

### Kleinkunst Studio Herman Teirlinck
(vanaf 1969, eerste afgestudeerden vanaf 1972)
- 1972: Luc Appermont, Liliane Dorekens, Connie Neefs
- 1977: Linda Lepomme, Magali Uytterhaegen
- 1981: Mitta Van der Maat
- 1982: Karin Jacobs, Nicky Langley, Marc Lauwrys
- 1983: Geert Vermeulen
- 1984: Karin Tanghe, Alexandra van Marken
- 1985: Marijke Hofkens
- 1986: Vera Mann, Chiel van Berkel
- 1987: René Vanhove
- 1988: Stef Bos, Saskia Bosch, Myriam Bronzwaar, Ingeborg Sergeant, Bart van den Bossche
- 1989: Erik Goossens, Ann De Winne, Jan Goossens, John De Smet
- 1990: Els de Schepper, Pieter van der Sman, Hans Wellens, Ariadne Van den Brande
- 1991: Claude De Burie, Paul Maes, Pascale Michiels, Hilde Vanhulle, David Verbeeck
- 1992: Hilde De Roeck, Daisy Thys, Tom Van Landuyt, Dominique van Vliet
- 1993: Kristien Coenen, Jeroen Maes
- 1994: David Davidse, Pieter Embrechts, Louis van Beek
- 1995: Gerdy Swennen
- 1996: Steve Beirnaert, David Dermez, An Pierlé, Tine Reymer
- 1997: Tiny Bertels
- 1998: Nele Bauwens, Dahlia Pessemiers
- 1999: Stijn Cole, Nele Goossens
- 2001: Nico Sturm, Stefaan Van Brabandt, Frank Mercelis
- 2002: Roy Aernouts, Jeroen Van Dyck, Abke Haring
- 2003: Louis van der Waal
- 2004: Mira Bertels, Line Van Wambeke (Lyne Renée)
- 2005: Riet Muylaert
- 2006: Frederik Huys
- 2007: Hannelore Bedert
- 2008: Katrin Lohmann, Liesa Van der Aa